# Anton Kapper
Anton Kapper (* 2. Oktober 1869 in Zoppelten, Hohenbrugg-Weinberg; † 6. Oktober 1936 in Graz) war ein österreichischer Historiker und Archivar (Gründer des k.k. Statthaltereiarchivs in Graz).

## Leben und Wirken
Nach dem Besuch des Gymnasiums in Graz und Maribor (Marburg an der Drau) studierte Anton Kapper von 1892 bis 1894 Geschichte, Geographie und Germanistik an der Universität Graz. Dort promovierte er 1897. Von 1895 bis 1897 war er als wissenschaftlicher Hilfsarbeiter bei der „Historischen Kommission für Steiermark“ tätig. Im Jahre 1897 trat er dann beim Landesarchiv Graz in den Archivdienst. Von 1905 bis 1906 war er beurlaubt zur Einrichtung des Statthaltereiarchivs Graz, an dem er bis 1920 tätig war, seit 1918 vorübergehend als Stellvertreter des Direktors.
Von 1906 bis 1912 fungierte Kapper als Redakteur der „Zeitschrift des Historischen Vereines für Steiermark“, außerdem wirkte er als Redakteur von zwei regionalen Zeitungen. Die von ihm 1920 begründete „Alpenländische Landesbank“ in Leoben leitete er bis zu seinem Tode.

## Schriften
- Andreas Sötzinger und seine Schriften. Zur Geschichte der Gegenreformation in Steiermark. In: Jahrbuch der Gesellschaft für die Geschichte des Protestantismus in Österreich, Bd. 20 (1899), S. 14–27.
- Mittheilungen aus dem k.k. Statthaltereiarchive zu Graz (= Veröffentlichungen der Historischen Landeskommission für Steiermark, Bd. 16). Graz 1902.
- Bauwerke und Straßen aus Alt-Graz. In: Steirische Zeitschrift für Geschichte, Bd. 1 (1903), H. 1, S. 49–70.
- Fahrengraben. Ein abgekommener steirischer Edelmannssitz. In: Steirische Zeitschrift für Geschichte, Bd. 2 (1904), S. 16–50.
- Das Archiv der K.K. Steiermärkischen Statthalterei. Nach der Neuaufstellung im Sommer 1905. Moser, Graz 1906.
- Der Festungsbau zu Fürstenfeld 1556–1663. Moser, Graz 1906.
- (Red.): Jubiläums-Festschrift zur Erinnerung an das Jahr 1809 (= Zeitschrift des Historischen Vereines für Steiermark. Jahrgang 8). Leuschner & Lubensky, Graz 1909 (historischerverein-stmk.at).
- (Red.): Festschrift anläßlich der Tagung des Gesamtvereines der Deutschen Geschichts- und Altertumsvereine und des 11. Deutschen Archivtages vom 4. bis 8. September 1911 in Graz (= Zeitschrift des Historischen Vereines für Steiermark. Jahrgang 9). Leuschner & Lubensky, Graz 1911 (historischerverein-stmk.at).